# Pantarej
Pantarej – polski dramat obyczajowy z 1987 roku w reż. Krzysztofa Sowińskiego.

## Opis fabuły
Warszawa połowy lat 80. XX w. Tytułowy Pantarej (Rysiek Sędzimirski) to narkoman, który wraz ze swoim kumplem Zito spędza dni na włóczeniu się po mieście i zdobywaniu narkotyków oraz leków narkotycznych. Najczęściej, z braku pieniędzy, robi to za pomocą fałszowania recept i włamań do aptek. Pewnego dnia, gdy jest na głodzie i nie ma już żadnych możliwości zdobycia towaru, włamuje się do szpitalnej apteki, gdzie "rozbija bank" – w szafie pancernej, do której znajduje klucze, natrafia na cały worek potrzebnych mu medykamentów (morfina itp.). Wraz z Zito ukrywa towar. Ten jednak bierze więcej, niż powinien i po kilkudniowym pobycie w szpitalu umiera. Sprawą zaczyna na poważnie interesować się milicja, funkcjonariusze odpowiedniego jej wydziału doskonale zdają sobie sprawę z tego co będzie, gdy tak duża ilość silnych leków trafi na rynek. Sam Pantarej postanawia przeczekać całą sprawę w ośrodku odwykowym, ma również szczerą wolę po raz kolejny zerwać z nałogiem. Kiedy jednak przekonuje się, że w ośrodku i tak wszyscy biorą, a jego kierownik gra wobec niego nieuczciwie, ucieka wraz z małoletnim Leokadią. Obydwaj odnajdują skradzione leki. Milicja jest jednak od dłuższego czasu na jego tropie. Informacja o tym, że jego syn jest narkomanem, zabija trwającego w nieświadomości ojca Pantareja. Kolejną ofiarą skradzionego towaru jest także Leokadia, który umiera po odkryciu skrytki Pantareja z lekami i zaaplikowaniu sobie zbyt dużej dawki. Ścigany przez milicję, Pantarej postanawia ukryć towar u znajomego dilera, nie wiedząc, że ten jest jej informatorem. Idąc do niego z towarem, odurzony narkotykami wchodzi na "czerwonym świetle" na przejście dla pieszych i zostaje śmiertelnie potrącony przez samochód.

## Główne role
- Paweł Królikowski – Pantarej
- Tomasz Kępiński – Zito
- Zbigniew Bielski – porucznik Drobik
- Mirosława Marcheluk – matka Pantareja
- Bronisław Pawlik – ojciec Pantareja
- Stanisław Jaskułka – porucznik Pogorzelec
- Bronisław Wrocławski – wychowawca w ośrodku
- Ewa Szykulska – matka Zito
- Wojciech Asiński – brat Pantreja
- Włodzimierz Adamski – lekarz
- Katarzyna Pawlak – Asia
- Marek Cichucki – Volvo
- Michał Szewczyk – palacz w kotłowni
- Remigiusz Dziemianowicz – diler
- Marek Giedwidź – Leokadia

i inni